# Steigeisen
Steigeisen er den slags pigsko som bjergbestigere bruger, også kendt som crampons på engelsk. De består af en metalramme med fx 10-12 takker, der giver sikkert fodfæste på is.
Steigeisen anvendes til bjergbestigning, gletsjervandring og til isklatring/mixklatring.